# Al-Daraqutni
Abu l-Hasan 'Ali ibn 'Umar ibn Ahmad ibn Mahdi ibn Mas'ud ibn al-nu'man ibn Dinar ibn 'Abdullah al-Baghdadi al-Daraqutni (918 CE/306 AH, Bagdad — 995 CE/385 AH) était un éminent érudit musulman et muhaddith (collecteur de hadiths).
Ad-Daraqutni est né en l'an 918 (306 selon le calendrier Musulman) dans le Dar al-Qutn quartier de Bagdad (arabe : دار القطن), d'où il tient sa nisba al-Daraqutni. Depuis l'enfance, il a étudié avec Abu al-Qasim al-Baghawi (en), Abu Bakr ibn Abu Dawud, Abu Bakr ibn Ziyad al-Naysaburi, Abu Ubaid al-Qasim (son frère) et de nombreux autres érudits.
Son apprentissage était si large que de nombreux chercheurs estimaient qu'il n'y avait personne comme lui. Khatib al-Baghdadi a fait référence à lui comme "l'imam de son temps" et Abu'l-Tayyib al-Tabari (d. 450/1058) l'a appelé Amir al-Mu'minin dans le Hadith pour lequel il a été spécialement célèbre. Il a enseigné le Hadith à Hakim al-Nishaburi (d.405/1014) et abû'l-Hasan Isfaraini (d. 406/1015).
Il est mort le 385/995, et a été enterré dans le cimetière de Bab al-Deir , près de la tombe de Maruf Karkhi.

## Ses œuvres
Al-Daraqutni a écrit :
- Sunan al-Daraqutni
- al-Mutalif wa-l-Mukhtalif
- Ilal al-Hadith
- au-Tatabbu'.

## Crédits
- (en) Cet article est partiellement ou en totalité issu de l’article de Wikipédia en anglais intitulé « Al-Daraqutni » (voir la liste des auteurs).